# Alexi Stival
Alexi Stival, més conegut com a Cuca, és un exfutbolista i entrenador brasiler. Com a futbolista ocupava la posició de davanter. Actualment és entrenador del Palmeiras.
Va destacar com a futbolista a les files del Grêmio, club en el qual va romandre entre 1986 i 1989, i el 1990. Amb aquest conjunt guanya la Copa do Brasil de 1989 i el Campionat Gaúcho de 1989 i 1990.
Després d'una breu estada al Reial Valladolid, de la primera divisió espanyola, la seua carrera prossegueix al seu país, en equips com Internacional (on guanya el Gaúcho de 1991), Santos FC, Portuguesa, etc. fins a retirar-se el 1996 a l'Chapecoense.
Va ser internacional en una ocasió amb Brasil, en partit contra el Paraguai.
Des que el 1998 es fa càrrec de l'Uberlândia, Cuca ha dirigit un gran nombre d'equips brasilers, entre els quals destaquen São Paulo, Grêmio, Flamengo, Coritiba, Botafogo, Santos, Fluminense, Atlético Mineiro i Palmeiras.

## Palmarès

### Com a entrenador

#### Botafogo
- Taça Rio: 2007, 2008

#### Flamengo
- Campionat carioca: 2009
- Taça Rio: 2009

#### Cruzeiro
- Campionat minero: 2011

#### Atlético Mineiro
- Campionat minero: 2012, 2013
- Copa Libertadores: 2013

#### Shangdong Luneng
- Copa da Xina: 2014
- Supercopa xinesa: 2015

#### Palmeiras
- Campionat brasiler: 2016